# Ярцевський район
Ярцевський район (рос. Ярцевский район) — адміністративна одиниця Смоленської області Російської Федерації.
Адміністративний центр — місто Ярцево.

## Географія
Район розташовано у центральній частині Смоленської області. Межує з Духовщинським, Кардимовським, Сафоновським, Дорогобузьким і Холм-Жирковським районами. Площа території - 1618,93 км².

## Історія
Ярцевський район утворено в 1929 році з центром у м Ярцево.

## Адміністративний поділ
До складу району входять одне міське та 11 сільських поселень:
| Муніципальне утворення            | Чисельність населення, ос. | Площа, км² | Адміністративний центр |
| --------------------------------- | -------------------------- | ---------- | ---------------------- |
| Ярцевське міське поселення        | 50,56                      | 57,90      | місто Ярцево           |
| Зайцевське сільське поселення     | 1,78                       | 11,88      | село Зайцево           |
| Капиревщинське сільське поселення | 1,88                       | 8,94       | село Капиревщина       |
| Кротовське сільське поселення     | 0,26                       | 5,94       | село Кротово           |
| Львовське сільське поселення      | 0,28                       | 13,26      | село Львово            |
| Миропольське сільське поселення   | 0,36                       | 35,93      | село Миропольє         |
| Михейковське сільське поселення   | 1,31                       | 8,30       | село Михейково         |
| Мушковицьке сільське поселення    | 0,76                       | 6,50       | село Мушковичи         |
| Подрощинське сільське поселення   | 0,60                       | 11,40      | село Подроща           |
| Петровське сільське поселення     | 1,24                       | 13,56      | село Петрово           |
| Рєпінське сільське поселення      | 0,53                       | 27,12      | село Рєпіно            |
| Суєтовське сільське поселення     | 1,19                       | 9,64       | село Суєтово           |